# Gran Premio Ciudad de Eibar 2022
La 4e édition du Gran Premio Ciudad de Eibar a lieu le 8 mai 2022. La course fait partie du calendrier international féminin UCI 2022 en catégorie 1.1. Elle est remportée par la Canadienne Olivia Baril.

## Équipes
| UCI Women's WorldTeams (4)- Team BikeExchange-Jayco - Liv Racing Xstra - Movistar Team - UAE Team ADQ Équipes féminines continentales (11)- Bepink - Bizkaia-Durango - Colombia Tierra De Atletas-GW-Shimano - Canyon-SRAM generation - Eneicat-RBH - Laboral Kutxa-Fundacion Euskadi - Massi Tactic - Río Miera-Cantabria Deporte - Sopela - Stade Rochelais Charente-Maritime - Valcar-Travel & Service Équipe féminines amateur (3)- Vipeq-La Vaca Purpura - Zaaf - Catalogne |
| |

## Récit de la course
Mireia Benito est la première échappée. Elle est rapidement reprise. Elle est imitée par sa coéquipière Corinna Lechner par la suite. Elle est revue dans l'Alto Itziar. Dans la descente de l'Alto Meagas, Aurela Nerlo attaque à son tour. Son avance atteint deux minutes trente. Les équipes Movistar et BikeExchange Jayco mènent la poursuite, et Nerlo est reprise à dix-sept kilomètres de l'arrivée. Mavi Garcia accélère dans l'Alto de San Miguel. Elle se détache avec Ane Santesteban, Olivia Baril et Paula Patiño. Cette dernière est distancée plus loin. Jelena Erić et Nadine Michaela Gill reviennent de l'arrière dans les dix derniers kilomètres. Elles se départagent au sprint et Olivia Baril se montre la plus véloce,.

## Classements

### Classement final
| \| Classement général \| Classement général \| Classement général \| Classement général \| Classement général \| \| Coureuse \| Coureuse \| Pays \| Équipe \| Temps \| \| ------------------ \| -------------------- \| ------------------ \| --------------------------------- \| ------------------ \| \| 1re \| Olivia Baril \| Canada \| Valcar-Travel & Service \| 2 h 51 min 08 s \| \| 2e \| Ane Santesteban \| Espagne \| Team BikeExchange-Jayco \| + 0 s \| \| 3e \| Mavi García \| Espagne \| UAE Team ADQ \| + 0 s \| \| 4e \| Jelena Erić \| Serbie \| Movistar Team \| + 0 s \| \| 5e \| Nadine Michaela Gill \| Allemagne \| Sopela Women's Team \| + 1 s \| \| 6e \| Paula Patiño \| Colombie \| Movistar Team \| + 10 s \| \| 7e \| Marta Jaskulska \| Pologne \| Liv Racing Xstra \| + 25 s \| \| 8e \| Ruby Roseman-Gannon \| Australie \| Team BikeExchange-Jayco \| + 25 s \| \| 9e \| Yurani Blanco \| Espagne \| Laboral Kutxa-Fundación Euskadi \| + 25 s \| \| 10e \| Natalie Grinczer \| Royaume-Uni \| Stade Rochelais Charente-Maritime \| + 27 s \| |                      |             |                                   |                 |
| |                      |             |                                   |                 |
| Source : Cycling Quotient |                      |             |                                   |                 |
| Classement général |                      |             |                                   |                 |
| Coureuse | Coureuse             | Pays        | Équipe                            | Temps           |
| 1re | Olivia Baril         | Canada      | Valcar-Travel & Service           | 2 h 51 min 08 s |
| 2e | Ane Santesteban      | Espagne     | Team BikeExchange-Jayco           | + 0 s           |
| 3e | Mavi García          | Espagne     | UAE Team ADQ                      | + 0 s           |
| 4e | Jelena Erić          | Serbie      | Movistar Team                     | + 0 s           |
| 5e | Nadine Michaela Gill | Allemagne   | Sopela Women's Team               | + 1 s           |
| 6e | Paula Patiño         | Colombie    | Movistar Team                     | + 10 s          |
| 7e | Marta Jaskulska      | Pologne     | Liv Racing Xstra                  | + 25 s          |
| 8e | Ruby Roseman-Gannon  | Australie   | Team BikeExchange-Jayco           | + 25 s          |
| 9e | Yurani Blanco        | Espagne     | Laboral Kutxa-Fundación Euskadi   | + 25 s          |
| 10e | Natalie Grinczer     | Royaume-Uni | Stade Rochelais Charente-Maritime | + 27 s          |

### Points UCI
| Position           | 1er | 2e | 3e | 4e | 5e | 6e | 7e | 8e | 9e | 10e | 11e | 12e | 13e à 15e | 16e à 25e |
| Classement général | 125 | 85 | 70 | 60 | 50 | 40 | 35 | 30 | 25 | 20  | 15  | 10  | 5         | 3         |

## Liste des participantes
| Bepink BPK | Bepink BPK                      | Bepink BPK |
| ---------- | ------------------------------- | ---------- |
| Num        | Coureuse                        | Pos        |
| 1          | Elisabet Escursell Valero (ESP) | AB         |
| 2          | Nadia Quagliotto (ITA)          | 17e        |
| 3          | Prisca Savi (ITA)               | AB         |
| 4          | Valentina Basilico (ITA)        | 42e        |
| 5          | Matilde Vitillo (ITA)           | 53e        |
| 6          | Nora Jenčušová (SVK)            | 34e        |

| Colombia Tierra de Atletas CTF | Colombia Tierra de Atletas CTF | Colombia Tierra de Atletas CTF |
| ------------------------------ | ------------------------------ | ------------------------------ |
| Num                            | Coureuse                       | Pos                            |
| 11                             | Sara Moreno (COL)              | 51e                            |
| 12                             | Lorena Colmenares (COL)        | 22e                            |
| 13                             | Jennifer Ducuara (COL)         | 23e                            |
| 14                             | Estefanía Herrera (COL)        | 38e                            |
| 15                             | Jessenia Meneses (COL)         | 14e                            |
| 16                             | Cristina Sanabria (COL)        | 39e                            |

| Laboral Kutxa-Fundación Euskadi LKF | Laboral Kutxa-Fundación Euskadi LKF | Laboral Kutxa-Fundación Euskadi LKF |
| ----------------------------------- | ----------------------------------- | ----------------------------------- |
| Num                                 | Coureuse                            | Pos                                 |
| 21                                  | Irantzu Beloki (ESP)                | AB                                  |
| 22                                  | Yurani Blanco (ESP)                 | 9e                                  |
| 23                                  | Ariana Gilabert (ESP)               | 41e                                 |
| 24                                  | Usoa Ostolaza (ESP)                 | 45e                                 |
| 25                                  | Sandra Gutierrez (ESP)              | AB                                  |
| 26                                  | Olatz Gabilondo (ESP)               | AB                                  |

| Team BikeExchange-Jayco BEX | Team BikeExchange-Jayco BEX | Team BikeExchange-Jayco BEX |
| --------------------------- | --------------------------- | --------------------------- |
| Num                         | Coureuse                    | Pos                         |
| 31                          | Ane Santesteban (ESP)       | 2e                          |
| 32                          | Urška Žigart (SLO)          | 13e                         |
| 33                          | Georgia Baker (AUS)         | AB                          |
| 34                          | Ruby Roseman-Gannon (AUS)   | 8e                          |
| 35                          | Nina Kessler (NED)          | 16e                         |
| 36                          | Wei Shi Chelsie Tan (SGP)   | AB                          |

| Eneicat-RBH EIC | Eneicat-RBH EIC                | Eneicat-RBH EIC |
| --------------- | ------------------------------ | --------------- |
| Num             | Coureuse                       | Pos             |
| 41              | Anastasiia Lebedeva (RUS)      | 52e             |
| 42              | Lija Laizāne (LAT)             | 20e             |
| 43              | Marina Varenyk (UKR)           | 55e             |
| 44              | Varvara Fasoi (GRE) (route)    | 60e             |
| 45              | Aidi Gerde Tuisk (EST) (route) | AB              |
| 46              | Claudia San Justo (ESP)        | AB              |

| Sopela Women's Team SWT | Sopela Women's Team SWT        | Sopela Women's Team SWT |
| ----------------------- | ------------------------------ | ----------------------- |
| Num                     | Coureuse                       | Pos                     |
| 51                      | Alice Coutinho (FRA)           | 33e                     |
| 52                      | Claire Steels (GBR)            | AB                      |
| 53                      | Naia Amondarain Gazañaga (ESP) | 21e                     |
| 54                      | Nadine Michaela Gill (GER)     | 5e                      |
| 55                      | Patricia Ortega Ruiz (ESP)     | AB                      |
| 56                      | Maria Banlles Santamaria (ESP) | 54e                     |

| Movistar Team MOV | Movistar Team MOV         | Movistar Team MOV |
| ----------------- | ------------------------- | ----------------- |
| Num               | Coureuse                  | Pos               |
| 61                | Sheyla Gutiérrez (ESP)    | 19e               |
| 62                | Jelena Erić (SRB) (route) | 4e                |
| 63                | Sarah Gigante (AUS)       | 12e               |
| 64                | Lourdes Oyarbide (ESP)    | 50e               |
| 65                | Paula Patiño (COL)        | 6e                |
| 66                | Gloria Rodríguez (ESP)    | AB                |

| Río Miera-Cantabria Deporte RMC | Río Miera-Cantabria Deporte RMC | Río Miera-Cantabria Deporte RMC |
| ------------------------------- | ------------------------------- | ------------------------------- |
| Num                             | Coureuse                        | Pos                             |
| 71                              | Alba Leonardo (ESP)             | AB                              |
| 72                              | Carolina Esteban (ESP)          | 27e                             |
| 74                              | Susana Perez (ESP)              | 44e                             |
| 75                              | Ania Horcajada (ESP)            | AB                              |
| 76                              | Laura Tenorio (ESP)             | AB                              |

| Valcar-Travel & Service VAL | Valcar-Travel & Service VAL | Valcar-Travel & Service VAL |
| --------------------------- | --------------------------- | --------------------------- |
| Num                         | Coureuse                    | Pos                         |
| 81                          | Alice Maria Arzuffi (ITA)   | 31e                         |
| 82                          | Olivia Baril (CAN)          | 1re                         |
| 83                          | Elizabeth Stannard (AUS)    | 15e                         |
| 84                          | Federica Piergiovanni (ITA) | 37e                         |
| 85                          | Elena Pirrone (ITA)         | AB                          |
| 86                          | Anastasia Carbonari (LAT)   | 26e                         |

| Bizkaia-Durango BDP | Bizkaia-Durango BDP     | Bizkaia-Durango BDP |
| ------------------- | ----------------------- | ------------------- |
| Num                 | Coureuse                | Pos                 |
| 91                  | Eukene Larrarte (ESP)   | 47e                 |
| 92                  | Carolina Upegui (COL)   | AB                  |
| 93                  | Catalina Soto (CHI)     | 25e                 |
| 94                  | Alba Teruel (ESP)       | 61e                 |
| 95                  | Aileen Schweikart (GER) | 36e                 |
| 96                  | Lucía González (ESP)    | 32e                 |

| UAE Team ADQ UAD | UAE Team ADQ UAD          | UAE Team ADQ UAD |
| ---------------- | ------------------------- | ---------------- |
| Num              | Coureuse                  | Pos              |
| 101              | Mavi García (ESP) (route) | 3e               |
| 102              | Alessia Patuelli (ITA)    | 57e              |
| 106              | Linda Zanetti (SUI)       | 28e              |

| Massi Tactic MAT | Massi Tactic MAT      | Massi Tactic MAT |
| ---------------- | --------------------- | ---------------- |
| Num              | Coureuse              | Pos              |
| 121              | Andrea Ramírez (MEX)  | 29e              |
| 122              | Mireia Trias (ESP)    | 58e              |
| 123              | Aurela Nerlo (POL)    | 59e              |
| 124              | Mireia Benito (ESP)   | 30e              |
| 125              | Sofia Gomes (POR)     | AB               |
| 126              | Corinna Lechner (GER) | AB               |

| Canyon//SRAM Generation CSG | Canyon//SRAM Generation CSG | Canyon//SRAM Generation CSG |
| --------------------------- | --------------------------- | --------------------------- |
| Num                         | Coureuse                    | Pos                         |
| 131                         | Agua Marina Espínola (PAR)  | 35e                         |
| 133                         | Valantine Nzayisenga (RWA)  | 43e                         |
| 134                         | Ricarda Bauernfeind (GER)   | AB                          |
| 135                         | Llori Sharpe                | AB                          |

| Catalogne ___ | Catalogne ___           | Catalogne ___ |
| ------------- | ----------------------- | ------------- |
| Num           | Coureuse                | Pos           |
| 141           | Laura Rodriguez (ESP)   | AB            |
| 142           | Laura Marti (ESP)       | AB            |
| 143           | Emma Ortiz (ESP)        | 49e           |
| 144           | Ingrid Ruiz (ESP)       | AB            |
| 145           | Meritxell Claret (ESP)  | AB            |
| 146           | Andrea Soldevilla (ESP) | AB            |

| Liv Racing Xstra LIV | Liv Racing Xstra LIV           | Liv Racing Xstra LIV |
| -------------------- | ------------------------------ | -------------------- |
| Num                  | Coureuse                       | Pos                  |
| 151                  | Jeanne Korevaar (NED)          | 11e                  |
| 152                  | Marta Jaskulska (POL)          | 7e                   |
| 153                  | Tereza Neumanová (CZE) (route) | 24e                  |
| 154                  | Katia Ragusa (ITA)             | 46e                  |
| 155                  | Silke Smulders (NED)           | 48e                  |

| Zaaf Cycling Team ___ | Zaaf Cycling Team ___   | Zaaf Cycling Team ___ |
| --------------------- | ----------------------- | --------------------- |
| Num                   | Coureuse                | Pos                   |
| 161                   | Camila Ayala (ARG)      | AB                    |
| 163                   | Maribel Aguirre (ARG)   | 56e                   |
| 164                   | Dolores Rodriguez (ARG) | AB                    |
| 165                   | Mandana Dehghan (IRI)   | AB                    |

| Stade Rochelais Charente-Maritime CMW | Stade Rochelais Charente-Maritime CMW    | Stade Rochelais Charente-Maritime CMW |
| ------------------------------------- | ---------------------------------------- | ------------------------------------- |
| Num                                   | Coureuse                                 | Pos                                   |
| 171                                   | Natalie Grinczer (GBR)                   | 10e                                   |
| 172                                   | Noémie Abgrall (FRA)                     | 18e                                   |
| 173                                   | Manon Souyris (FRA)                      | 40e                                   |
| 174                                   | Frances Janse van Rensburg (RSA) (route) | AB                                    |
| 175                                   | Marine Allione (FRA)                     | AB                                    |

| Vipeq-La Vaca Purpura ___ | Vipeq-La Vaca Purpura ___  | Vipeq-La Vaca Purpura ___ |
| ------------------------- | -------------------------- | ------------------------- |
| Num                       | Coureuse                   | Pos                       |
| 181                       | Liubov Malervein (RUS)     | AB                        |
| 182                       | Muskilda Olortiz (ESP)     | AB                        |
| 183                       | Victoria Juanicotena (ESP) | AB                        |
| 184                       | Lorena Ruperez (ESP)       | AB                        |

| Bepink BPK | Bepink BPK                      | Bepink BPK |
| ---------- | ------------------------------- | ---------- |
| Num        | Coureuse                        | Pos        |
| 1          | Elisabet Escursell Valero (ESP) | AB         |
| 2          | Nadia Quagliotto (ITA)          | 17e        |
| 3          | Prisca Savi (ITA)               | AB         |
| 4          | Valentina Basilico (ITA)        | 42e        |
| 5          | Matilde Vitillo (ITA)           | 53e        |
| 6          | Nora Jenčušová (SVK)            | 34e        |

| Colombia Tierra de Atletas CTF | Colombia Tierra de Atletas CTF | Colombia Tierra de Atletas CTF |
| ------------------------------ | ------------------------------ | ------------------------------ |
| Num                            | Coureuse                       | Pos                            |
| 11                             | Sara Moreno (COL)              | 51e                            |
| 12                             | Lorena Colmenares (COL)        | 22e                            |
| 13                             | Jennifer Ducuara (COL)         | 23e                            |
| 14                             | Estefanía Herrera (COL)        | 38e                            |
| 15                             | Jessenia Meneses (COL)         | 14e                            |
| 16                             | Cristina Sanabria (COL)        | 39e                            |

| Laboral Kutxa-Fundación Euskadi LKF | Laboral Kutxa-Fundación Euskadi LKF | Laboral Kutxa-Fundación Euskadi LKF |
| ----------------------------------- | ----------------------------------- | ----------------------------------- |
| Num                                 | Coureuse                            | Pos                                 |
| 21                                  | Irantzu Beloki (ESP)                | AB                                  |
| 22                                  | Yurani Blanco (ESP)                 | 9e                                  |
| 23                                  | Ariana Gilabert (ESP)               | 41e                                 |
| 24                                  | Usoa Ostolaza (ESP)                 | 45e                                 |
| 25                                  | Sandra Gutierrez (ESP)              | AB                                  |
| 26                                  | Olatz Gabilondo (ESP)               | AB                                  |

| Team BikeExchange-Jayco BEX | Team BikeExchange-Jayco BEX | Team BikeExchange-Jayco BEX |
| --------------------------- | --------------------------- | --------------------------- |
| Num                         | Coureuse                    | Pos                         |
| 31                          | Ane Santesteban (ESP)       | 2e                          |
| 32                          | Urška Žigart (SLO)          | 13e                         |
| 33                          | Georgia Baker (AUS)         | AB                          |
| 34                          | Ruby Roseman-Gannon (AUS)   | 8e                          |
| 35                          | Nina Kessler (NED)          | 16e                         |
| 36                          | Wei Shi Chelsie Tan (SGP)   | AB                          |

| Eneicat-RBH EIC | Eneicat-RBH EIC                | Eneicat-RBH EIC |
| --------------- | ------------------------------ | --------------- |
| Num             | Coureuse                       | Pos             |
| 41              | Anastasiia Lebedeva (RUS)      | 52e             |
| 42              | Lija Laizāne (LAT)             | 20e             |
| 43              | Marina Varenyk (UKR)           | 55e             |
| 44              | Varvara Fasoi (GRE) (route)    | 60e             |
| 45              | Aidi Gerde Tuisk (EST) (route) | AB              |
| 46              | Claudia San Justo (ESP)        | AB              |

| Sopela Women's Team SWT | Sopela Women's Team SWT        | Sopela Women's Team SWT |
| ----------------------- | ------------------------------ | ----------------------- |
| Num                     | Coureuse                       | Pos                     |
| 51                      | Alice Coutinho (FRA)           | 33e                     |
| 52                      | Claire Steels (GBR)            | AB                      |
| 53                      | Naia Amondarain Gazañaga (ESP) | 21e                     |
| 54                      | Nadine Michaela Gill (GER)     | 5e                      |
| 55                      | Patricia Ortega Ruiz (ESP)     | AB                      |
| 56                      | Maria Banlles Santamaria (ESP) | 54e                     |

| Movistar Team MOV | Movistar Team MOV         | Movistar Team MOV |
| ----------------- | ------------------------- | ----------------- |
| Num               | Coureuse                  | Pos               |
| 61                | Sheyla Gutiérrez (ESP)    | 19e               |
| 62                | Jelena Erić (SRB) (route) | 4e                |
| 63                | Sarah Gigante (AUS)       | 12e               |
| 64                | Lourdes Oyarbide (ESP)    | 50e               |
| 65                | Paula Patiño (COL)        | 6e                |
| 66                | Gloria Rodríguez (ESP)    | AB                |

| Río Miera-Cantabria Deporte RMC | Río Miera-Cantabria Deporte RMC | Río Miera-Cantabria Deporte RMC |
| ------------------------------- | ------------------------------- | ------------------------------- |
| Num                             | Coureuse                        | Pos                             |
| 71                              | Alba Leonardo (ESP)             | AB                              |
| 72                              | Carolina Esteban (ESP)          | 27e                             |
| 74                              | Susana Perez (ESP)              | 44e                             |
| 75                              | Ania Horcajada (ESP)            | AB                              |
| 76                              | Laura Tenorio (ESP)             | AB                              |

| Valcar-Travel & Service VAL | Valcar-Travel & Service VAL | Valcar-Travel & Service VAL |
| --------------------------- | --------------------------- | --------------------------- |
| Num                         | Coureuse                    | Pos                         |
| 81                          | Alice Maria Arzuffi (ITA)   | 31e                         |
| 82                          | Olivia Baril (CAN)          | 1re                         |
| 83                          | Elizabeth Stannard (AUS)    | 15e                         |
| 84                          | Federica Piergiovanni (ITA) | 37e                         |
| 85                          | Elena Pirrone (ITA)         | AB                          |
| 86                          | Anastasia Carbonari (LAT)   | 26e                         |

| Bizkaia-Durango BDP | Bizkaia-Durango BDP     | Bizkaia-Durango BDP |
| ------------------- | ----------------------- | ------------------- |
| Num                 | Coureuse                | Pos                 |
| 91                  | Eukene Larrarte (ESP)   | 47e                 |
| 92                  | Carolina Upegui (COL)   | AB                  |
| 93                  | Catalina Soto (CHI)     | 25e                 |
| 94                  | Alba Teruel (ESP)       | 61e                 |
| 95                  | Aileen Schweikart (GER) | 36e                 |
| 96                  | Lucía González (ESP)    | 32e                 |

| UAE Team ADQ UAD | UAE Team ADQ UAD          | UAE Team ADQ UAD |
| ---------------- | ------------------------- | ---------------- |
| Num              | Coureuse                  | Pos              |
| 101              | Mavi García (ESP) (route) | 3e               |
| 102              | Alessia Patuelli (ITA)    | 57e              |
| 106              | Linda Zanetti (SUI)       | 28e              |

| Massi Tactic MAT | Massi Tactic MAT      | Massi Tactic MAT |
| ---------------- | --------------------- | ---------------- |
| Num              | Coureuse              | Pos              |
| 121              | Andrea Ramírez (MEX)  | 29e              |
| 122              | Mireia Trias (ESP)    | 58e              |
| 123              | Aurela Nerlo (POL)    | 59e              |
| 124              | Mireia Benito (ESP)   | 30e              |
| 125              | Sofia Gomes (POR)     | AB               |
| 126              | Corinna Lechner (GER) | AB               |

| Canyon//SRAM Generation CSG | Canyon//SRAM Generation CSG | Canyon//SRAM Generation CSG |
| --------------------------- | --------------------------- | --------------------------- |
| Num                         | Coureuse                    | Pos                         |
| 131                         | Agua Marina Espínola (PAR)  | 35e                         |
| 133                         | Valantine Nzayisenga (RWA)  | 43e                         |
| 134                         | Ricarda Bauernfeind (GER)   | AB                          |
| 135                         | Llori Sharpe                | AB                          |

| Catalogne ___ | Catalogne ___           | Catalogne ___ |
| ------------- | ----------------------- | ------------- |
| Num           | Coureuse                | Pos           |
| 141           | Laura Rodriguez (ESP)   | AB            |
| 142           | Laura Marti (ESP)       | AB            |
| 143           | Emma Ortiz (ESP)        | 49e           |
| 144           | Ingrid Ruiz (ESP)       | AB            |
| 145           | Meritxell Claret (ESP)  | AB            |
| 146           | Andrea Soldevilla (ESP) | AB            |

| Liv Racing Xstra LIV | Liv Racing Xstra LIV           | Liv Racing Xstra LIV |
| -------------------- | ------------------------------ | -------------------- |
| Num                  | Coureuse                       | Pos                  |
| 151                  | Jeanne Korevaar (NED)          | 11e                  |
| 152                  | Marta Jaskulska (POL)          | 7e                   |
| 153                  | Tereza Neumanová (CZE) (route) | 24e                  |
| 154                  | Katia Ragusa (ITA)             | 46e                  |
| 155                  | Silke Smulders (NED)           | 48e                  |

| Zaaf Cycling Team ___ | Zaaf Cycling Team ___   | Zaaf Cycling Team ___ |
| --------------------- | ----------------------- | --------------------- |
| Num                   | Coureuse                | Pos                   |
| 161                   | Camila Ayala (ARG)      | AB                    |
| 163                   | Maribel Aguirre (ARG)   | 56e                   |
| 164                   | Dolores Rodriguez (ARG) | AB                    |
| 165                   | Mandana Dehghan (IRI)   | AB                    |

| Stade Rochelais Charente-Maritime CMW | Stade Rochelais Charente-Maritime CMW    | Stade Rochelais Charente-Maritime CMW |
| ------------------------------------- | ---------------------------------------- | ------------------------------------- |
| Num                                   | Coureuse                                 | Pos                                   |
| 171                                   | Natalie Grinczer (GBR)                   | 10e                                   |
| 172                                   | Noémie Abgrall (FRA)                     | 18e                                   |
| 173                                   | Manon Souyris (FRA)                      | 40e                                   |
| 174                                   | Frances Janse van Rensburg (RSA) (route) | AB                                    |
| 175                                   | Marine Allione (FRA)                     | AB                                    |

| Vipeq-La Vaca Purpura ___ | Vipeq-La Vaca Purpura ___  | Vipeq-La Vaca Purpura ___ |
| ------------------------- | -------------------------- | ------------------------- |
| Num                       | Coureuse                   | Pos                       |
| 181                       | Liubov Malervein (RUS)     | AB                        |
| 182                       | Muskilda Olortiz (ESP)     | AB                        |
| 183                       | Victoria Juanicotena (ESP) | AB                        |
| 184                       | Lorena Ruperez (ESP)       | AB                        |